# Ratevo
Mitrašinci (macedónul: Ратево), település Észak-Macedóniában, a Kelet-Macedóniai körzet Berovo-i járásában.

## Népesség
| Lakosok száma | 1259 | 1267 | 1229 | 1145 | 1060 | 934  | 910  | 844  | 630  |
|               | 1948 | 1953 | 1961 | 1971 | 1981 | 1991 | 1994 | 2002 | 2021 |

2002-ben 729 lakosa volt, akik közül 728 macedón és 1 szerb.